# Carolaturm
Der Carolaturm ist ein Aussichtsturm in Koblenz. Er steht an einem steilen Abhang zur Mosel im Stadtteil Lay und ermöglicht einen Blick ins Moseltal und auf Winningen. Der Turm ist ein Denkmal für die touristische Erschließung und der Instrumentalisierung der Landschaft.

## Geschichte
Der Carolaturm wurde 1895–1896 auf Initiative des „Coblenzer Verschönerungsvereins“ nach Plänen des Koblenzer Stadtbaurats Friedrich Wilhelm Maeckler errichtet. Seinen Namen erhielt der Aussichtsturm nach der Ehefrau des damaligen Oberbürgermeisters Emil Schüller. Nach der Errichtung am Layer Bergweg wurden hier Wald- und Turnfeste, in der Zeit des Nationalsozialismus auch Gesinnungsfeste, abgehalten. Er wurde in den Jahren 1922, 1962, 1980, 2006 und letztmalig 2023 renoviert.

## Bau
Der eingeschossige ca. 7 m hohe Turm wurde aus Schieferbruchstein auf einem 5/8-Grundriss errichtet. Seine Bauart mit Strebepfeilern und Zinnenabschluss verleiht dem Aussichtsturm ein mittelalterliches Aussehen. Strebepfeiler und Zinnen sind mit Schlusssteinen aus Basalt abgedeckt. Im Schlussstein über dem Eingang ist die Jahreszahl 1895 angebracht. Der von der Eingangsseite her ebenerdig liegende Innenraum dient mit seinen vier Spitzbogenfenstern als Aussichtsebene und besitzt ein Zellengewölbe.

## Denkmalschutz
Der Carolaturm ist ein geschütztes Kulturdenkmal nach dem Denkmalschutzgesetz (DSchG) und in der Denkmalliste des Landes Rheinland-Pfalz eingetragen. Er steht in Koblenz-Lay südlich des Ortes, am steilen Abhang zur Mosel.